# Viola glabella
Viola glabella — вид рослин родини Фіалкові.

## Назва
В англійській мові має назву «фіалка піонерів» (англ. pioneer violet). 

## Опис
Рослина 5-30 см заввишки. Має на 5-10 см черенках ниркоподібні листки з мʼяким опушенням та зубчиками на краю. Вузлуваті зелені ризоми часто знаходяться над поверхнею землі. Квіти 2 см завширшки жовті з фіолетовими прожилками зїявляються над листям. Плід коричнева коробочка, що вибухає, розкидаючи насіння.

## Поширення та середовище існування
Зростає великими колоніями у лісах та біля потічків в Північній Америці від округу Монтерей на півдні до Аляски на півночі на висотах до 2500 м. Також зустрічається в Японії.

## Галерея

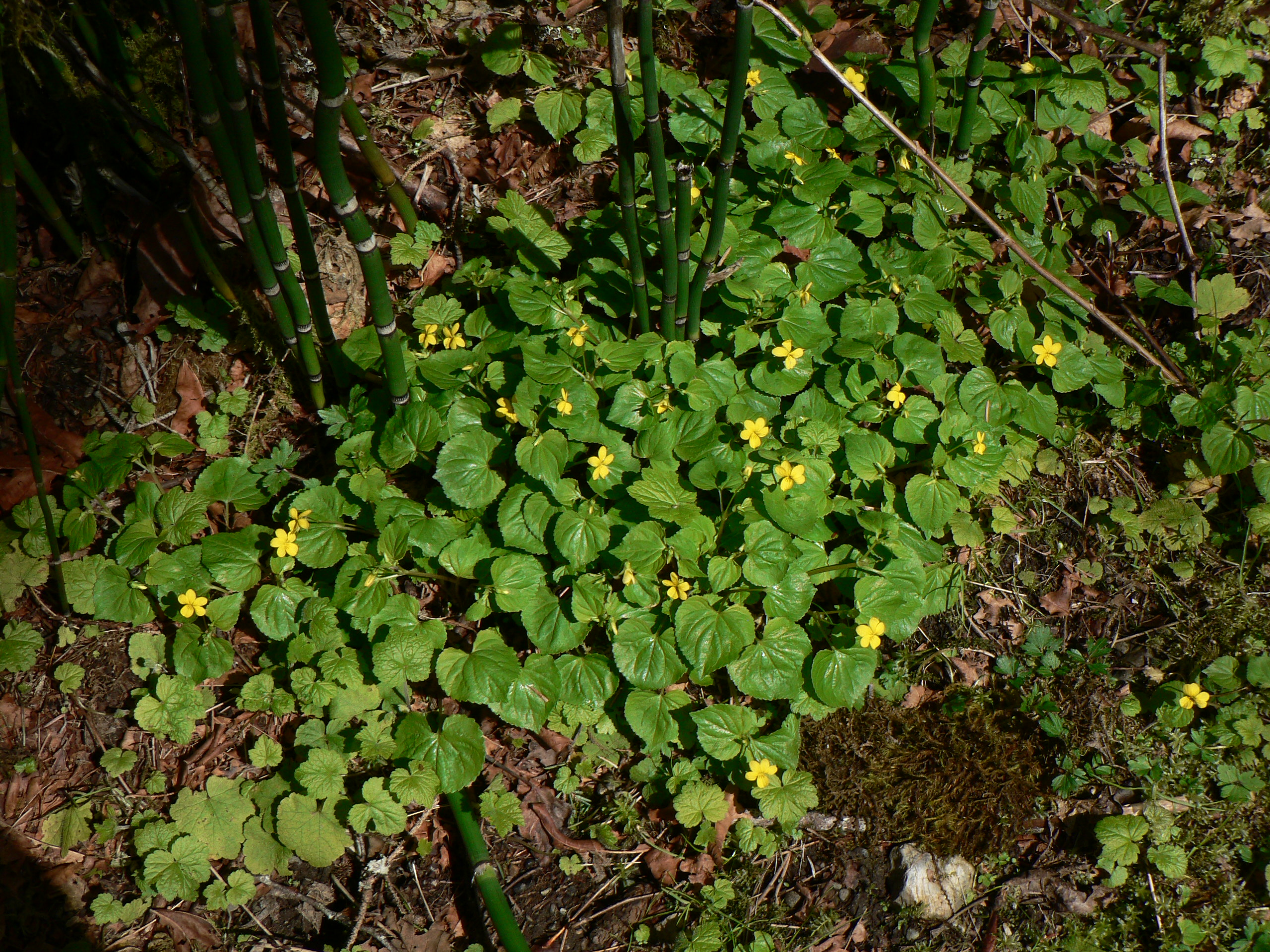
Колонія фіалок
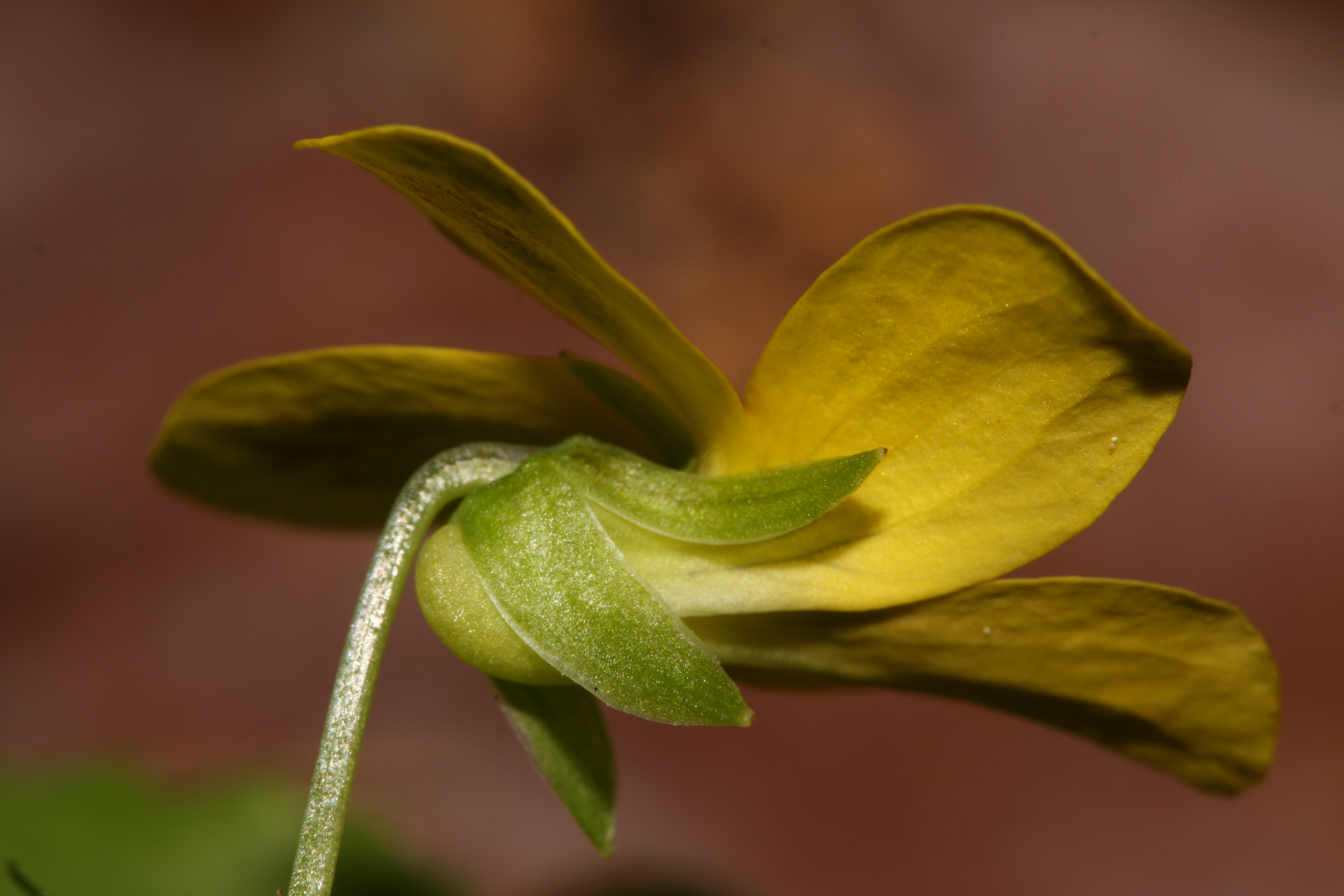
Квітка
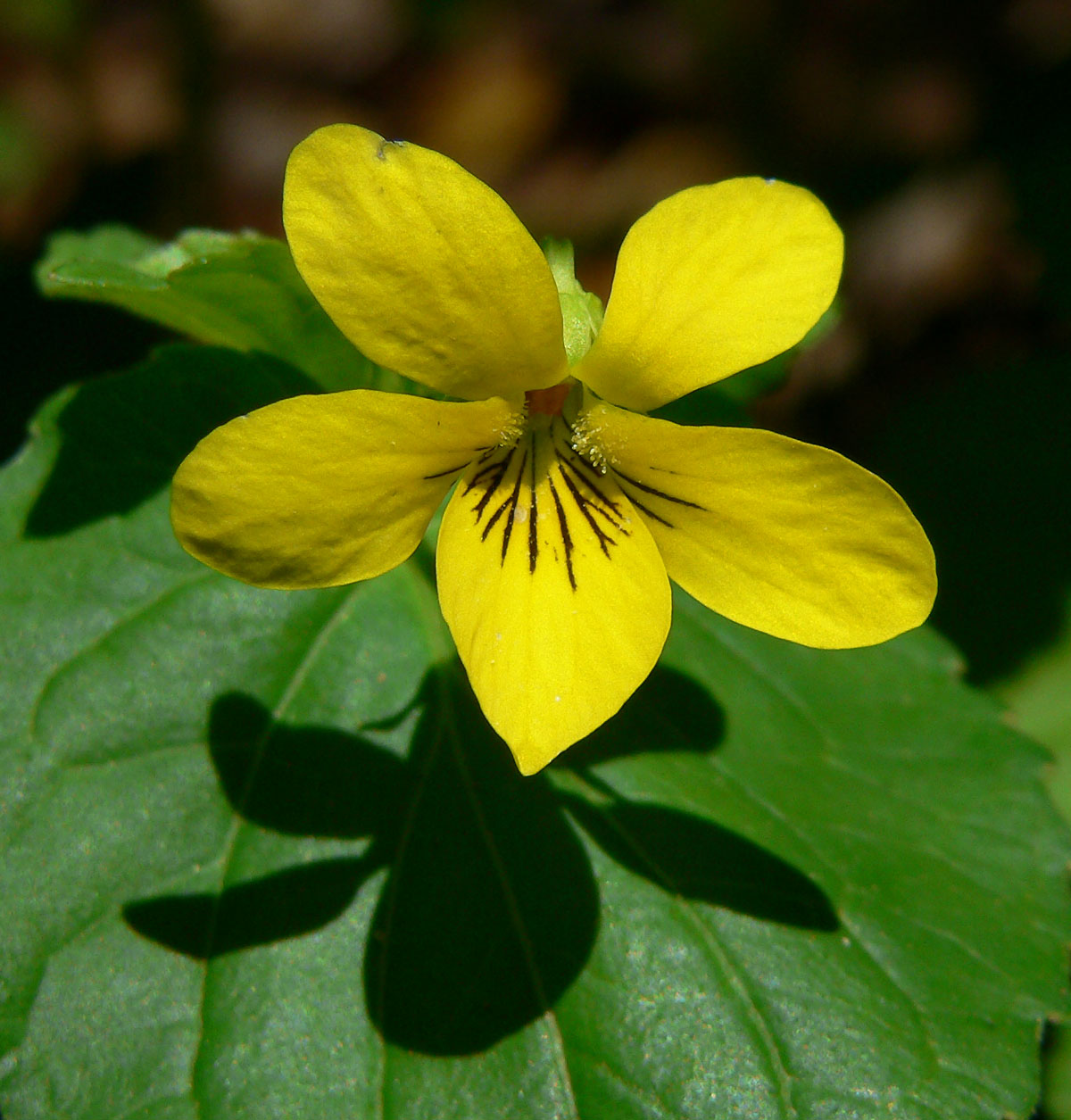
Квітка